# Edricus productus
Edricus productus es una especie de Arachnida del género Edricus, de la familia Araneidae, del orden Araneae.

## Distribución
Edricus productus se distribuye por México.

## Taxonomía
Fue descrita científicamente por el zoólogo británico Octavius Pickard-Cambridge en 1896. Fue publicado por primera vez en la revista Biologia Centrali-Americana : zoology, botany and archaeology volumen 1, entre las páginas 161 y 224.